# 庞统祠墓
31°17′24.3″N 104°28′6.2″E / 31.290083°N 104.468389°E
庞统祠墓，又名龙凤祠。在四川省德阳市罗江区白马关镇，祠墓为東漢建安十九年（214年）庞统中流矢卒后，蜀汉昭烈帝刘备所建。整个祠墓内松柏参天，奇石沟壑，景色十分怡人，是有名的蜀汉遗迹。1980年7月7日列為四川省重新確定公布的第一批省級文物保護單位。2006年5月25日公佈為第六批全國重點文物保護單位。

## 历史
庞统祠墓又叫“落凤坡”，在当地又称“白马寺”，其所在地白马镇的名字也因此寺的而得名，因庞统当年与诸葛亮齐名，诸葛亮称“卧龙”，庞统称“凤雏”，当时二人皆已效力于刘备。
小说《三国演义》中杜撰的情节是：一次战役中，庞统知道有人在路上伏击，于是把自己的马与刘备的白马的盧换骑，果然如他所料，但守將張任以为骑白马者乃刘备也，结果庞统被乱箭射死，后刘备建寺以纪念庞统，有趣的是，传说寺内有大柏两株，为张飞所栽。
在寺庙入口处的“點将台”景点，相传为诸葛亮之子诸葛瞻当年点将之地，有个神话故事说：在诸葛瞻点将的前一天，这里还是一座土山，有神仙相助要建一点将台，晚上神仙伪装成卖猪匠，将其他地方的石头往白马寺赶，可是快到清晨时，一农夫起床看见问神仙在干什么，神仙回答我在赶猪，农夫说你明明赶的石头怎么会是猪，魔法被点破，正在路上的石头都停下来了，现在游人参观时仍然可以见到漫山的整齐方块石头，点将台看着也真有种未完工的景象。